# Кубок Фінляндії з футболу 2009
Кубок Фінляндії з футболу 2009 — 55-й розіграш кубкового футбольного турніру в Фінляндії. Титул вперше здобув Інтер (Турку).

## Календар
| Раунд           | Дата                        | Матчі | Клуби     |
| --------------- | --------------------------- | ----- | --------- |
| Перший раунд    | 28 березня - 14 квітня 2009 | 51    | 356 → 305 |
| Другий раунд    | 2-24 квітня 2009            | 132   | 305 → 173 |
| Третій раунд    | 25 квітня - 3 травня 2009   | 66    | 173 → 107 |
| Четвертий раунд | 5-26 травня 2009            | 47    | 107 → 60  |
| П'ятий раунд    | 1-12 червня 2009            | 28    | 60 → 32   |
| 1/16 фіналу     | 8 липня - 12 серпня 2009    | 16    | 32 → 16   |
| 1/8 фіналу      | 29-30 серпня 2009           | 8     | 16 → 8    |
| 1/4 фіналу      | 30 вересня - 1 жовтня 2009  | 4     | 8 → 4     |
| 1/2 фіналу      | 25 жовтня 2009              | 2     | 4 → 2     |
| Фінал           | 31 жовтня 2009              | 1     | 2 → 1     |

## 1/16 фіналу
| Команда 1                 | Рахунок | Команда 2               |
| ------------------------- | ------- | ----------------------- |
| 8 липня 2009              |         |                         |
| Еспоо (3)                 | 0:1     | ГІК                     |
| Інтер (Турку)             | 2:0     | РоПС                    |
| Реал Коккола Ветеранс (-) | 2:6     | Паллогонка (3)          |
| ТПВ (2)                   | 3:1     | Їіппо (2)               |
| Футура (3)                | 1:4     | ВПС                     |
| МюПа                      | 1:3     | КуПС                    |
| Гністан (3)               | 5:0     | Якобстадс Боллклубб (3) |
| ПоПа (2)                  | 3:1     | ПК-35 Вантаа (2)        |
| 9 липня 2009              |         |                         |
| АС Вантаа (4)             | 2:3     | Ювяскюля                |
| СексюПексют (4)           | 0:2     | ТПС                     |
| Сіті Старс (4)            | 3:1     | ПЯК (3)                 |
| Тампере Юнайтед           | 2:0     | Яро                     |
| КаяГа (4)                 | 0:5     | Гака                    |
| КооТееПее (2)             | 0:2     | Гонка                   |
| ГБК (3)                   | 0:1     | Джаз-ю (3)              |
| 12 серпня 2009            |         |                         |
| Віїкінгіт (2)             | 1:2 дч  | Лахті                   |

## 1/8 фіналу
| Команда 1      | Рахунок | Команда 2       |
| -------------- | ------- | --------------- |
| 29 серпня 2009 |         |                 |
| ТПС            | 2:6 дч  | Гонка           |
| ТПВ (2)        | 2:3 дч  | Тампере Юнайтед |
| Гака           | 2:1     | Ювяскюля        |
| 30 серпня 2009 |         |                 |
| Сіті Старс (4) | 2:0     | Паллогонка (3)  |
| Інтер (Турку)  | 1:0     | ПоПа (2)        |
| КуПС           | 1:0     | ГІК             |
| ВПС            | 0:2     | Джаз-ю (3)      |
| Гністан (3)    | 1:2     | Лахті           |

## 1/4 фіналу
| Команда 1       | Рахунок | Команда 2       |
| --------------- | ------- | --------------- |
| 30 вересня 2009 |         |                 |
| Сіті Старс (4)  | 0:3     | Гонка           |
| 1 жовтня 2009   |         |                 |
| КуПС            | 0:2     | Інтер (Турку)   |
| Лахті           | 4:0     | Джаз-ю (3)      |
| Гака            | 1:3     | Тампере Юнайтед |

## 1/2 фіналу
| Команда 1       | Рахунок      | Команда 2     |
| --------------- | ------------ | ------------- |
| 25 жовтня 2009  |              |               |
| Тампере Юнайтед | 1:1 пен. 4:3 | Гонка         |
| Лахті           | 3:4          | Інтер (Турку) |

## Фінал
| 31 жовтня 2009 15:30 (EEST) |

| Тампере Юнайтед | 1:2      | Інтер (Турку)               |
| --------------- | -------- | --------------------------- |
| Г'єльм 10'      | Протокол | Нванганга 45' Фуругольм 77' |

| «Фіннейр Стедіум», Гельсінкі Глядачів: 2 065 |